# Медаль «За эффективное сотрудничество в налоговых органах»
Медаль «За эффективное сотрудничество в налоговых органах» (азерб. "Vergi orqanlarında xidmətdə fərqlənməyə görə" medalı) — государственная награда Азербайджанской Республики.

## История и положения
Медаль «За эффективное сотрудничество в налоговых органах» была учреждена указом Президента Азербайджанской Республики Ильхамом Алиевым от 29 декабря 2009 года № 937-IIIQD.
Медаль «За эффективное сотрудничество в налоговых органах» вручается сотрудникам налоговых органов Азербайджанской Республики за следующие заслуги:
- за проявленное эффективное сотрудничество в сфере развития налоговой системы;
- гражданам Азербайджанской Республики за оказанную помощь в выполнении задач, стоящих перед государственными налоговыми органами;
- граждане иностранных государств за заслуги в укреплении сотрудничества с Азербайджанской Республикой в области налогообложения.

## Описание
Медаль «За эффективное сотрудничество в налоговых органах» изготовлена из бронзы, имеет золотистый цвет, круглую форму и диаметр 50 мм. Медаль имеет форму восьмиконечной звезды, на лицевой стороне в круге изображен эмблема Министерства налогов Азербайджанской Республики. В круге по окружности выгравированы слова «SƏMƏRƏLİ ƏMƏKDAŞLIĞA GÖRƏ». Обратная сторона медали гладкая и имеет специальный элемент для крепления к одежде.

## Способ ношения
Лица, удостоенные медали, награждаются руководителем соответствующего государственного органа, назначенным исполнительной властью.
Медаль «За эффективное сотрудничество в налоговых органах» размещается на левой стороне груди и следует за другими орденами и медалями Азербайджанской Республики после медали «За отличие в службе в налоговых органах».